# Dysderina globina
Dysderina globina är en spindelart som beskrevs av Arthur M. Chickering 1968. Dysderina globina ingår i släktet Dysderina och familjen dansspindlar.
Artens utbredningsområde är Dominica. Inga underarter finns listade i Catalogue of Life.